# Авторское право Иран — США
Согласно п.38А в бюро авторских прав США, Иран не имеет никаких официальных авторских отношений с США.
В природе нет такого понятия, как «международное авторское право», которое будет автоматически защищать авторские труды во всем мире. Защита от несанкционированного использования в конкретной стране в основном зависит от национальных законов этой страны. Тем не менее, большинство стран предлагают защиту иностранных работ при определённых условиях, которые были в значительной степени упрощены международными соглашениями об авторских правах и конвенций. Есть несколько таких договоров и конвенций, влияющие на авторское право, в том числе Бернский союз по охране литературных и художественных ценностей (Бернская конвенция); Всеобщая конвенция об авторском праве (UCC); Соглашение по торговым аспектам прав интеллектуальной собственности (ТРИПС) и др. Есть, однако, некоторые страны, которые не предлагают практически никакой защиты авторских прав на любые зарубежных работы.
Примером являются авторские отношения между Ираном и США. Опубликованные произведения в Иране не охраняются авторским правом в Соединённых Штатах, независимо от местных законов об авторском праве этих стран. Неопубликованные произведения, тем не менее, защищены авторским правом независимо от их происхождения или гражданства произведений авторов, пока они остаются неопубликованными. См. п. 17 U.S.С. § 104(а).

## Свободно распространяемое ПО
Программные продукты компании Майкрософт могут копироваться и распространяться свободно в Иране, будь то правительственные учреждения, университеты или персональные пользователи. В Иране есть торговые центры в Тегеране и других городах, которые специализируются на распространении часто высоко специализированного программного обеспечения.
В последнее время наблюдается всплеск в количестве пользователей в иранских «Варез» и «Crackz» сайтах, поскольку иранские законы не запрещают их размещение в Иране. Следовательно, в отличие от большинства других стран, где размещение этих сайтов может потенциально привести к преследованию, оно очень эффективно в Иране.

## Использование нелицензионного контента в СМИ
Не редкость, что в наше время вещательные организации: Голос Исламской Республики Иран, Иранские государственные телевизионные вещательные организации редактируют и цензурируют версии голливудских фильмов, дублируют на язык фарси. При этом некоторые кинотеатры, такие как Фарханг в Тегеране показывают фильмы на языке оригинала.
В Иране нелицензионные DVD-диски голливудских фильмов появляются в магазинах раньше, чем фильмы появляются в прокате в кинотеатрах в США. Здесь нет недостатка в нелицензированных DVD репродукциях.
Учебные академические учреждения, например, часто опираются на переводы не лицензированных учебников иностранных издателей. Это позволяет студентам приобретать учебники по низким ценам. Тем не менее, встречаются различия между оригиналом и пиратскими копиями учебников. В копиях производится замена изображения внутри учебника в соответствии с иранской культурой, при этом сохраняется большая часть оригинального содержания внутри учебника. Кроме того учебники часто вывозилась на продажу по более низким ценам в другие страны, которые поддерживают авторские отношения с Соединёнными Штатами.